# Ясаб
Ясаб (азерб. Yasab, лезг. Ясабар) — село в Гусарском районе Азербайджанской Республики. Административный центр Ясабского муниципалитета.

## История
Дату точного основания села невозможно определить, но известно что село основал некий Ясав назвав село Ясабом. Позже эти же сихилы в местности паласа осваивают новые земли и образуют отселок этого села под названием Ясаб-оба.

## Население
По итогам переписи населения 2016 года в селе насчитывалось 2079 жителей. Однако на постоянной основе в селе проживает лишь 1/3 из этого числа из-за проблемы постоянного оттока населения в крупные города, главным образом в Баку и города России.
Национальный состав целиком сложен лезгинами, которые исповедуют ислам суннитского толка.